# Lázaro de Eguiguren
Lázaro de Eguiguren (Éibar siglo XVI - naufragio  siglo XVII) fue un marino y militar guipuzcoano del País Vasco (España).
En 1624 participó como capitán ordinario de mar, en la campaña para libertar Salvador de Bahía  del ejército holandés.
En 1631, en la expedición a Pernambuco  a cuya cabeza figuraba Antonio de Oquendo, Eguiguren ostentó el título de sargento mayor. Por su heroico proceder, Oquendo le agració con el cargo de almirante que desde entonces desempeñó hasta que pereció en el mar, víctima de una tormenta.

## Biografía
Procedía del linaje de la casa torre renacentista de Eguiguren en Éibar.
Empezó su carrera militar sirviendo como soldado en Flandes obteniendo la graduación de alférez.
En la juntas de Villafranca de 1619,  el procurador de Éibar le propuso para el mando la escuadra de Guipúzcoa y también mandó una compañía en la campaña de Italia.

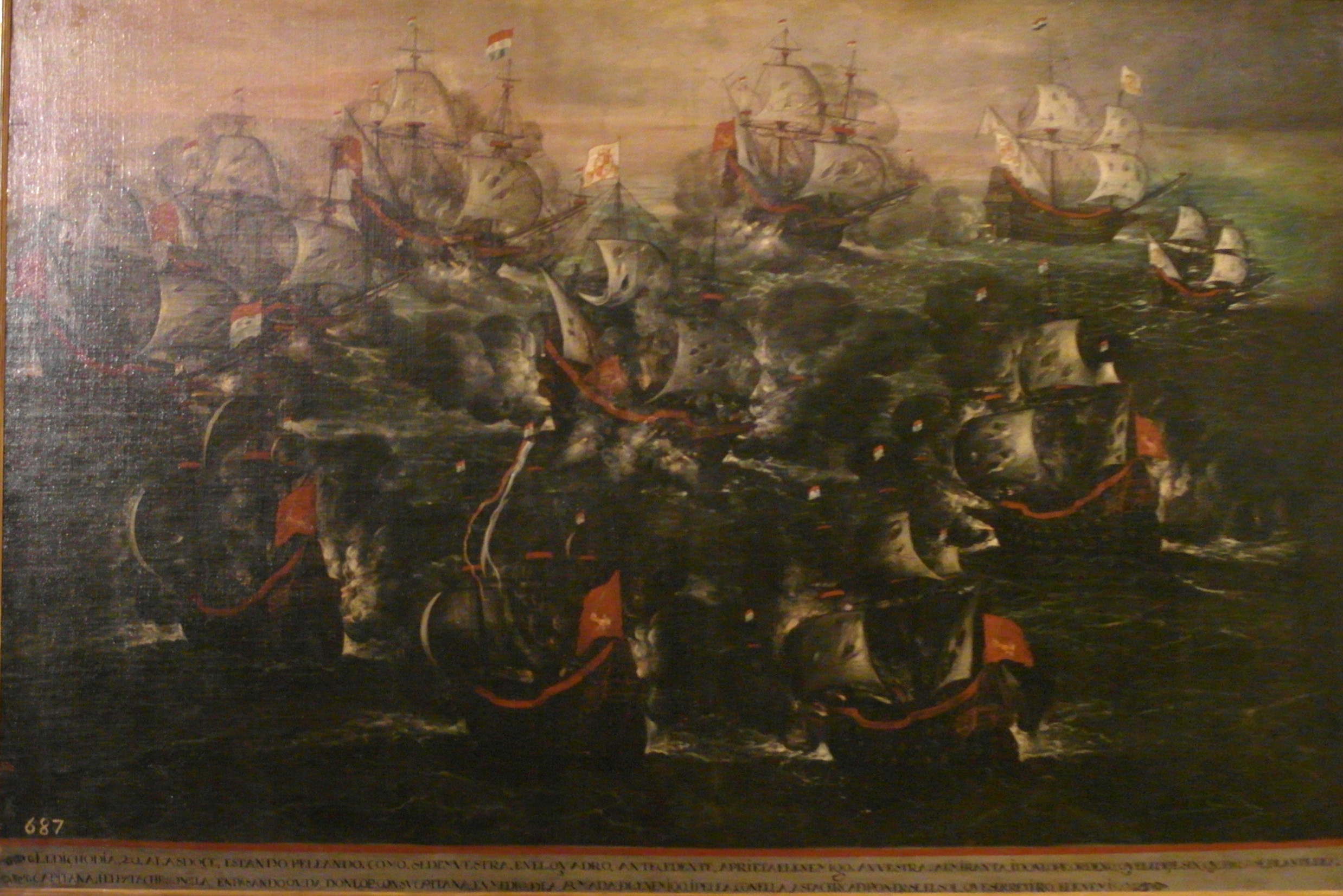
Batalla de Pernambuco

En 1624, bajo el mando del general Fabrique de Toledo Osorio, participó como capitán en la campaña para libertar a Salvador de Bahía (Brasil)  del ejército holandés.
En 1631, en la expedición de la real armada a Pernambuco a cuya cabeza figuraba Antonio de Oquendo, Eguiguren ostentó el título de sargento mayor. Por su heroico proceder, Oquendo le agració con el cargo de almirante que desde entonces desempeñó hasta su muerte en la mar.